# 米夏埃尔·米勒
米夏埃尔·米勒（德語：Michael Müller，1964年12月9日—）是一位德國社会民主党籍政治人物。自2014年12月11日開始，接替辞职的克劳斯·沃韦赖特擔任柏林市長。